# Serbskie filmy zgłoszone do rywalizacji o Oscara w kategorii filmu nieanglojęzycznego
Serbia zgłaszała filmy do Oscara w kategorii Najlepszy Film Nieanglojęzyczny pod trzema różnymi nazwami od czasu rozpadu Jugosławii na początku lat 90. XX wieku. Mimo zmian nazwy, wszystkie zgłoszone od 1994 roku filmy były serbskiej produkcji.
Nagroda w kategorii Najlepszy Film Nieanglojęzyczny jest przyznawana co roku przez Akademię Filmową dla pełnometrażowych filmów wyprodukowanych poza USA, w których w dialogach używany jest język inny niż angielski.
Żaden z przedstawionych filmów nie zyskał nominacji, jednak z sześciu filmów reprezentujących Jugosławię, które otrzymały nominacje do Oscara w latach 1959-1992, większość lub wszystkie miały istotny wkład Serbii.
| Rok (Ceremonia) | Polski tytuł                | Angielski tytuł              | Oryginalny tytuł                                        | Reżyser             | Rezultat       |
| --------------- | --------------------------- | ---------------------------- | ------------------------------------------------------- | ------------------- | -------------- |
| 1994 (67.)      |                             | Vukovar Poste Restante       | Vukovar, jedna priča/Вуковар, једна прича               | Boro Drašković      | Brak nominacji |
| 1995 (68.)      | Underground                 | Underground                  | Podzemlje/Подземље                                      | Emir Kusturica      | Brak nominacji |
| 1996 (69.)      | Piękne wsie pięknie płoną   | Pretty Village, Pretty Flame | Lepa sela lepo gore/Лепа села лепо горе                 | Srđan Dragojević    | Brak nominacji |
| 1997 (70.)      |                             | Three Summer Days            | Tri letnja dana/Три летња дана                          | Mirjana Vukomanović | Brak nominacji |
| 1998 (71.)      | Beczka prochu               | Powder Keg                   | Bure baruta/Буре барута                                 | Goran Paskaljević   | Brak nominacji |
| 1999 (72.)      | Biały garnitur              | The White Suit               | Belo odelo/Бело одело                                   | Lazar Ristovski     | Brak nominacji |
| 2000 (73.)      |                             | Sky Hook                     | Nebeska udica/Небеска удица                             | Ljubiša Samardžić   | Brak nominacji |
| 2001 (74.)      |                             | War Live                     | Rat uživo/Рат уживо                                     | Darko Bajić         | Brak nominacji |
| 2002 (75.)      |                             | Labyrinth                    | Lavirint/Лавиринт                                       | Miroslav Lekić      | Brak nominacji |
| 2003 (76.)      | Zawodowiec                  | The Professional             | Profesionalac/Професионалац                             | Dušan Kovačević     | Brak nominacji |
| 2004 (77.)      |                             | Goose Feather                | Jesen stiže, dunjo moja/Јесен стиже, дуњо моја          | Ljubiša Samardžić   | Brak nominacji |
| 2005 (78.)      | Sen nocy zimowej            | Midwinter Night's Dream      | San zimske noći/Сан зимске ноћи                         | Goran Paskaljević   | Brak nominacji |
| 2006 (79.)      | Jutro rano                  | Tomorrow Morning             | Sutra ujutro/Сутра ујутро                               | Oleg Novković       | Brak nominacji |
| 2007 (80.)      | Pułapka                     | The Trap                     | Klopka/Клопка                                           | Srdan Golubović     | Brak nominacji |
| 2008 (81.)      |                             | The Tour                     | Turneja/Турнеја                                         | Goran Marković      | Brak nominacji |
| 2009 (82.)      | Święty Jerzy zabija smoka   | St. George Shoots the Dragon | Sveti Georgije ubiva aždahu/Свети Георгије убива аждаху | Srđan Dragojević    | Brak nominacji |
| 2010 (83.)      | Besa                        | Solemn Promise               | Besa/Беса                                               | Srđan Karanović     | Brak nominacji |
| 2011 (84.)      | Montevideo, smak zwycięstwa | Montevideo, God Bless You!   | Montevideo, bog te video!/Монтевидео, Бог те видео      | Dragan Bjelogrlić   | Brak nominacji |
| 2012 (85.)      | Kiedy wstanie dzień         | When day breaks              | Kad svane dan/Кад сване дан                             | Goran Paskaljević   | Brak nominacji |
| 2013 (86.)      | Kręgi                       | Circles                      | Krugovi/Кругови                                         | Srdan Golubović     | Brak nominacji |
| 2014 (87.)      |                             | See You in Montevideo        | Montevideo, widimo se/Монтевидео, видимо се!            | Dragan Bjelogrlić   | Brak nominacji |
| 2015 (88.)      | Enklawa                     | Enclave                      | Enklawa/Енклава                                         | Goran Radovanović   | Brak nominacji |
| 2016 (89.)      | Dziennik maszynisty         | Train Driver's Diary         | Дневник машиновође/Dnevnik mašinovođe                   | Miloš Radović       | Brak nominacji |
| 2017 (90.)      |                             | Requiem for Mrs. J.          | Реквијем за госпођу Ј./Rekvijem za gospođu J.           | Bojan Vuletić       | Brak nominacji |
| 2018 (91.)      |                             | Offenders                    | Изгредници./Izgrednici                                  | Dejan Zečević       | Brak nominacji |
| 2019 (92.)      | Król Petar I                | King Petar of Serbia         | Краљ Петар Први/Kralj Petar Prvi                        | Petar Ristovski     | Brak nominacji |
| 2020 (93.)      | Dara z Jasenovaca           | Dara of Jasenovac            | Дара из Јасеновца/Dara iz Jasenovca                     | Predrag Antonijević | Brak nominacji |
| 2021 (94.)      | Oaza                        | Oasis                        | Oaza                                                    | Ivan Ikić           | Brak nominacji |
| 2022 (95.)      | Mrok                        | Darkling                     | Mrak                                                    | Dušan Milić         | Brak nominacji |
| 2023 (96.)      | Što se bore misli moje      | The Duke and the Poet        | Што се боре мисли моје                                  | Milorad Milinković  | Brak nominacji |
| 2024 (97.)      | Rosyjski konsul             | Russian consul               | Ruski konzul                                            | Miroslav Lekić      | Brak nominacji |